# みよしふるまち
みよし ふるまちは、日本の漫画家。

## 来歴
- 2009年、月刊コミックアヴァルス月例漫画大賞（2月期）にて「埴生の宿」が優秀賞を受賞。同年4月、『月刊コミックアヴァルス』5月号に同作が掲載されデビュー。
- 2010年、『月刊コミックアヴァルス』4月号から明治後期を舞台とした漫画、「東京ラストチカ」の連載を開始する。
- 2011年、『月刊コミックアヴァルス』6月号から茶道を題材とした漫画、「ケッコーなお手前です。」の連載を開始する。
- 以後、漫画家として活動。現在に至る。

## 作品

### 連載
- 東京ラストチカ（『月刊コミックアヴァルス』2010年4月号 - 2010年12月号、全2巻）
- ケッコーなお手前です。（『月刊コミックアヴァルス』2011年6月号 - 2012年8月号、全3巻）
- ゆりかごの乙女たち（『電子貸本Renta!』2014年3月 - 6月、全1巻）
- 台所のドラゴン（『ジーンピクシブ』2018年6月23日 - 2020年10月16日、全4巻）

### 読切
- 埴生の宿（『月刊コミックアヴァルス』2009年5月号）
- いすわり幽霊（『月刊コミックアヴァルス』2009年9月号）